# وسلینگ
وسلینگ (به آلمانی: Weßling) یک شهر در آلمان است که در بایرن واقع شده‌است.

## خصوصیات
وسلینگ ۲۲٫۶۰ کیلومترمربع مساحت دارد ۵۹۲ متر بالاتر از سطح دریا واقع شده‌است.